# Contea di Wabasha
La contea di Wabasha in inglese Wabasha County è una contea dello Stato del Minnesota, negli Stati Uniti. La popolazione al censimento del 2000 era di 21 610 abitanti. Il capoluogo di contea è Wabasha.